# Israel Beer

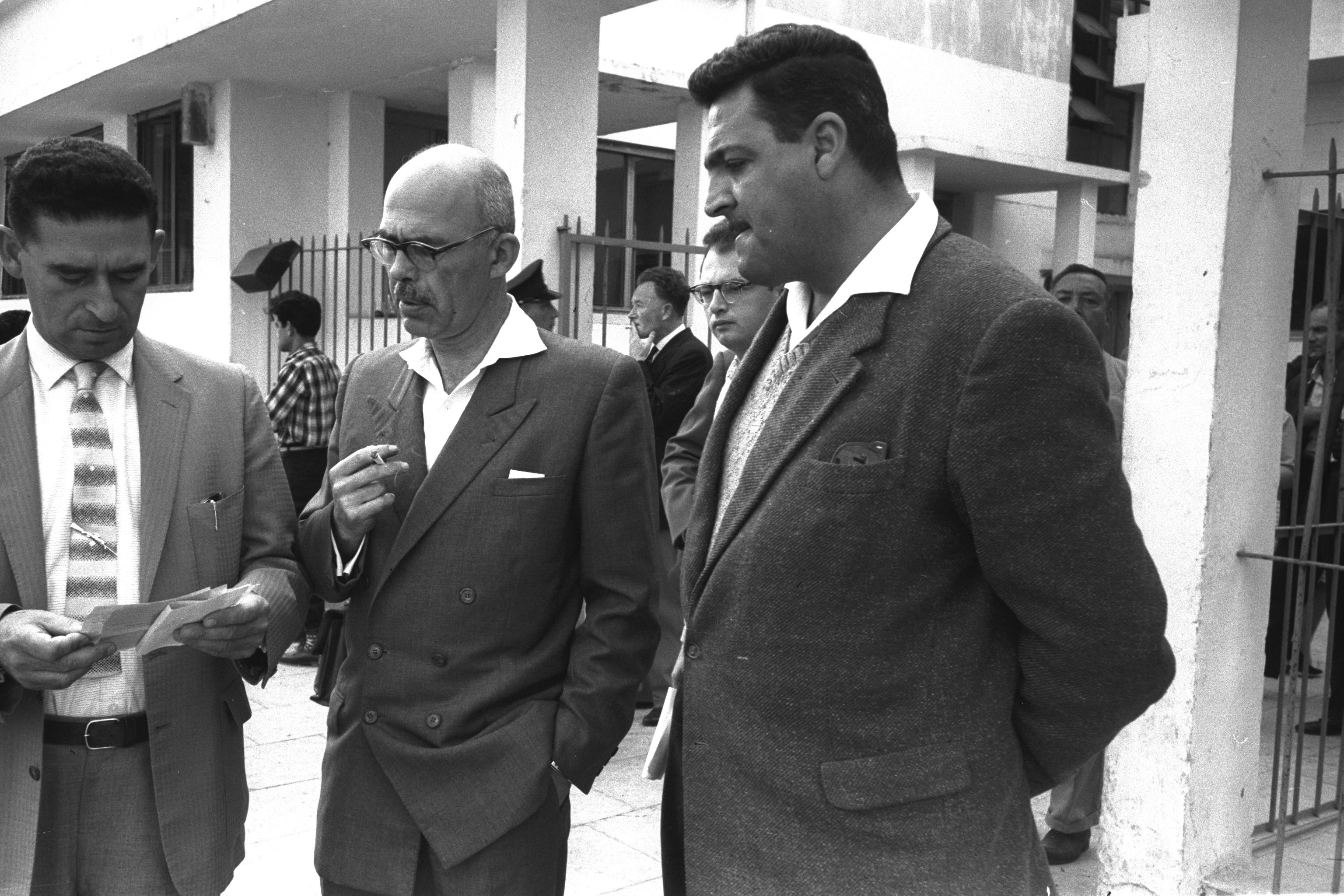
Israel Beer (1961) in der Mitte. Er wird von zwei Polizisten vor dem Gerichtssaal begleitet.

Israel Beer (hebräisch יִשְׂרָאֵל בֶּר; * 9. Oktober 1912 in Wien; † 1. Mai 1966 in Tel Aviv) war ein israelischer Militärhistoriker und -experte, zeitweise Vertrauter von Ministerpräsident David Ben Gurion und enttarnter sowjetischer Agent.

## Leben
Laut seiner eigenen Biografie – die bis zu den 1940er Jahren als höchstwahrscheinlich gefälscht gilt – wurde er als Sohn eines Wiener Juden geboren. Nach der Schulausbildung absolvierte er die Theresianische Militärakademie in Wiener Neustadt. 1934 beteiligte er sich am Aufstand gegen die klerikalfaschistische Diktatur des Engelbert Dollfuß (siehe Austrofaschismus) und war Führer im Republikanischen Schutzbund der österreichischen Sozialisten. Ab 1936 war er Mitglied und Bataillonskommandeur der Internationalen Brigaden im Spanischen Bürgerkrieg. Nach dem Anschluss Österreichs 1938 wanderte er nach Palästina aus, wo er sich 1948 am israelischen Unabhängigkeitskrieg beteiligte. In dieser Zeit lernte er auch David Ben Gurion kennen, der ihm so sehr vertraute, dass er ihn seine persönlichen Tagebücher lesen ließ und ihm später auch Zugang zu den Geheimarchiven des israelischen Verteidigungsministeriums gewährte. Gurion nannte ihn daher auch den Thukydides des israelisch-arabischen Krieges.
1950 wurde Beer als Oberst in den Ruhestand verabschiedet. Er begann eine politische Karriere und wurde gleichzeitig Dozent an der Offiziersschule der Israelischen Streitkräfte. Aufgrund seiner hervorragenden militärischen Kenntnisse war er auch oft zu Vorträgen in Ausbildungseinrichtungen der deutschen Bundeswehr und bei schwedischen Militärstäben eingeladen.
1953 kamen erstmals Verdächtigungen durch Isser Harel, den damaligen Chef des Mossad, auf, der von einer möglichen Spionagetätigkeit Beers für die Sowjetunion sprach. Mosche Dajan wandte sich 1955 gemeinsam mit Harel gegen einen Wiedereintritt Beers in die israelische Armee.

## Fragliche Identität
Im Spätsommer 1960 wurden durch das Bundesverteidigungsministerium weitere Zweifel an der Identität Beers geäußert, nachdem der damalige Verteidigungsminister Franz Josef Strauß Behauptungen Beers widersprach, dass dieser ein enger Vertrauter von ihm sei. Dies veranlasste den seit langem auf Beer aufmerksam gewordenen israelischen Geheimdienst, die widersprüchlichen Darstellungen, auch seine Biografie betreffend, zu überprüfen. Im Ergebnis stellte sich heraus, dass die Theresianische Militärakademie zwischen 1918 und 1938 nur von zwei Juden absolviert wurde, die 1961 beide in der israelischen Armee dienten. Ein angebliches Studium an der Universität Wien konnte ebenfalls nicht bestätigt werden, da die überprüften Promotionslisten keinen Doktoranden dieses Namens enthielten. Weiterhin verneinte auch der ehemalige Führer des Republikanischen Schutzbundes und ehemalige General im Spanischen Bürgerkrieg Julius Deutsch, dass Beer dort Regimentskommandeur gewesen sei. Weitere noch lebende führende Kräfte des ehemaligen Republikanischen Schutzbundes sagten aus, dass sie sich an Beer nicht erinnern könnten.
Daraufhin nahmen die israelischen Sicherheitsdienste an, dass es sich bei Beer um einen Hochstapler handeln könnte, und Ben-Gurion ordnete an, dass ihm jeder weitere Zugang zu militärischen Geheimnissen versagt wurde.

## Verurteilung
Ende Februar 1961 wurde Ben-Gurion durch den britischen Geheimdienst MI5 über enttarnte Agenten informiert, zu denen auch Beer zählte. Dieser Meldung war die Festnahme des KGB-Spions Gordon Arnold Lonsdale vorausgegangen, bei dem man Listen mit Namen der V-Leute fand. Nachdem der Ex-Oberst daraufhin überwacht wurde, konnte dieser Verdacht Ende März 1961 bestätigt werden, als sich Beer mit dem sowjetischen Botschaftsrat Sokolow in einem Wald am Ufer des Jarkon traf. Beer wurde daraufhin sofort festgenommen, da die israelischen Sicherheitsbehörden der Meinung waren, er könne Einzelheiten über die israelisch-französische Zusammenarbeit vor dem Sinai-Feldzug im Zusammenhang mit der Sueskrise 1956 sowie israelische Geheimnisse um den Bau einer eigenen Atombombe an die Sowjets verraten. Obwohl er bei seiner Festnahme eine Pistole in der Hand hielt, erklärte er später, dass er nicht Suizid begehen wollte, da er nichts zu bereuen habe. Auch im Umfeld der sowjetischen Spionagezentrale auf dem Gelände von Tel Avivs Apostel-Petrus-Kirche hatte Beer sich wiederholt aufgehalten.
Sofort nach Beers Festnahme leugnete Ben-Gurion, dass er jemals ein besonderes Vertrauen zu Beer gehabt habe. Diese Schutzbehauptung änderte aber nichts daran, dass öffentlich wurde, dass der Sicherheitsapparat Israels versagt hatte. Man versuchte zwar, die delikate Angelegenheit zu verschleiern, scheiterte aber aufgrund der großen Medienpräsenz des gleichzeitig stattfindenden Prozesses gegen den Kriegsverbrecher Adolf Eichmann in Tel Aviv.
1961 wurde Beer in einem nichtöffentlichen Gerichtsverfahren in Tel Aviv Jaffa wegen Hochverrats zu 10 Jahren Haft verurteilt. Die Strafe wurde aufgrund einer erfolgreichen Berufung der Staatsanwaltschaft später auf 15 Jahre Haft erhöht. Beer starb im Mai 1966 im Gefängnis an einem Herzinfarkt.

## Wahre Identität
Trotz aller Bemühungen der israelischen Sicherheitsbehörden, indem z. B. Wiener Matrikellisten und Schutzbundakten geprüft wurden, ist seine wahre Identität, wie auch die Herkunft seines verwendeten Namens, bis heute ungeklärt. Allein die Tatsache, dass er Spionage für die Sowjetunion betrieben hat, gilt als zweifelsfrei erwiesen.